# Vienna Concert
Vienna Concert è un album del pianista jazz Keith Jarrett pubblicato dall'etichetta ECM.

## L'album
L'album è stato registrato dal vivo il 13 luglio 1991 al concerto tenuto presso la Wiener Staatsoper.

## Tracce
1. Vienna, Part 1 – 42:05
2. Vienna, Part 2 – 26:03

## Il libretto
Nel libretto che accompagna il Cd è presente una foto dell'artista durante l'esibizione, scattata da Kuni Shinohara.